# سیارک ۱۹۴۷۷
سیارک ۱۹۴۷۷ (به انگلیسی: 19477 Teresajentz، نامگذاری:1998HB95) نوزده هزار و چهارصد و هفتاد و هفتمین سیارک کشف شده‌است که در ۲۱ آوریل ۱۹۹۸ کشف شد.
قدر مطلق سیارک برابر ۱۸.۶ است.